# Lac Témiscamie
Lac Témiscamie är en sjö i Kanada.   Den ligger i regionen Nord-du-Québec och provinsen Québec, i den östra delen av landet, 700 km norr om huvudstaden Ottawa. Lac Témiscamie ligger 423 meter över havet. Arean är 33 kvadratkilometer. Den sträcker sig 15,8 kilometer i nord-sydlig riktning, och 7,0 kilometer i öst-västlig riktning.
Omgivningarna runt Lac Témiscamie är i huvudsak ett öppet busklandskap. Trakten runt Lac Témiscamie är nära nog obefolkad, med mindre än två invånare per kvadratkilometer.